# Brendan Canty
Brendan Canty (Frankston, Victòria, 17 de gener de 1992) és un ciclista australià. Professional des del 2014, actualment milita a l'equip Cannondale-Drapac.

## Palmarès
- 2014
  - Vencedor d'una etapa al Tour de Bright
- 2015
  - Vencedor d'una etapa al Tour de Beauce
  - Vencedor d'una etapa al Tour de Bright
- 2016
  - Vencedor d'una etapa a la Volta a Àustria

### Resultats a la Volta a Espanya
- 2017. 113è de la classificació general